# Brian Westbrook
Pour les articles homonymes, voir Westbrook.
(en) Statistiques sur pro-football-reference
Brian Collins Westbrook, né le 2 septembre 1979 à Fort Washington, est un joueur américain de football américain qui évolue au poste de running back.

## Biographie

### Carrière universitaire
Il a joué pour l'université de Villanova. Il détient de nombreux records universitaires, notamment le record NCAA de distance sur passe et à la course, avec 9 885 yards.

### Carrière professionnelle
Il a été repêché au 3e tour (91e choix) en 2002 par les Eagles de Philadelphie. Le 23 février 2009, il a été libéré par les Eagles de Philadelphie.

## Palmarès
- Finaliste du Super Bowl en 2004
- Pro Bowl : 2004, 2007